# 井本熊男
井本 熊男（いもと くまお、1903年（明治36年）5月1日 - 2000年（平成12年）2月3日）は、日本の陸軍軍人及び陸上自衛官。山口県出身。最終階級は大佐（日本陸軍）、陸将（陸上自衛隊）。

## 略歴
- 1925年（大正14年）：陸軍士官学校37期を首席卒業（1番/302名）。10月26日、任歩兵少尉、歩兵第48聯隊附。
- 1928年（昭和3年）10月：任歩兵中尉
- 1934年（昭和9年）3月：任歩兵大尉、11月に歩兵第48聯隊第5中隊長（「戸梶金次郎 追想 風雨同舟」）。
- 1935年（昭和10年）12月：参謀本部作戦課に配属、以降、一貫して、細菌戦に関して731部隊等の細菌戦部隊と陸軍中央側で連絡をとる担当となる。
- 1938年（昭和13年）：任歩兵少佐
- 1939年（昭和14年）：支那派遣軍参謀
- 1940年（昭和15年）：参謀本部部員（作戦課において対南方作戦全般を担当）
- 1941年（昭和16年）：任中佐（1940年に兵科が撤廃）
- 1942年（昭和17年）：陸軍大臣秘書官
- 同年12月：第8方面軍参謀（ガダルカナル島からの撤退を担当）
- 1943年（昭和18年）6月1日：参謀本部部員、大本営陸軍参謀
- 1944年（昭和19年）2月21日：陸軍大臣秘書官兼陸軍省副官に大本営陸軍参謀を兼務。
- 同年3月：任大佐
- 同年7月21日：陸軍兵器行政本部附兼陸軍省軍務局附
- 1945年（昭和20年）：第2総軍参謀
- 1945年（昭和20年）8月6日：広島市への原子爆弾投下で被爆、負傷する。
- 1947年（昭和22年）：公職追放となる[1]。
- 1952年（昭和27年）：警察予備隊第4管区総監（保安監補）
- 1954年（昭和29年）：統合幕僚会議事務局長
- 1959年（昭和34年）：陸上自衛隊幹部学校校長
- 1961年（昭和36年）：退官

## 服部卓四郎との関わり
服部卓四郎とは戦前から上司部下の関係でつながりをもっていたが、戦後は復員省で部署は違うものの同じ場所で勤務していた。
この際、服部からは独立国である以上、必ず再軍備の時が来るだろうから、その研究に必要な同志の人選を頼むと任された。
井本は参謀本部員の原四郎や陸軍省軍事課員の稲葉正夫といった面々を誘い、同志とした。
その後、服部とあわせて「三十四期の三羽烏」と称された西浦進、堀場一雄が加わり、これがいわゆる服部グループと呼ばれる集まりとなる。
このグループは再軍備の研究を行ったほか、極東国際軍事裁判における東條英機をはじめとしたA級戦犯の弁護資料作成なども行った。
特に、東條陸軍大臣秘書官だった西浦、服部、井本の三人は東條の死刑執行後、東條家に弔問し、その後も追悼法要に欠かさず参列していた。
朝鮮戦争が起こって戦況が悪化すると、服部グループは再軍備になった際に必要な中堅幹部として元陸軍軍人400～500名を選定し、その一部には政府から要請があれば承諾するよう働きかけるなどの活動を行ったが、最終的にこれは実を結ばなかった。
しかし、井本自身は辰巳栄一が率いる辰巳機関の人選により、1952年（昭和27年）に警察予備隊に入隊した。
この時期、服部グループは「大東亜戦争全史」の編纂を行っていたが、井本自身は前述の国際軍事裁判の法廷活動や、警察予備隊の仕事、そして病にかかるなどしていたため、原稿審議の一部分に加わったのみであった。
その後、服部グループは史実研究所という団体を作り、鳩山一郎や中曽根康弘といった政治家や下村定、小沢治三郎といった旧陸海軍の高官と交流するなど、活発に活動していたほか、米軍や防衛庁に調査助言等を行っていた。
井本も史実研究所の一員として活動していたが、服部が1960年（昭和35年）に死去し、その一年後に井本が自衛隊を退官すると、史実研究所の責任者として活動するようになった。
その後、米軍との関係が1965年（昭和40年）頃には途絶えたことや、井本自身も健康を害したことで、所蔵していた資料は防衛研修所戦史室に移し、1971年（昭和46年）3月31日をもって史実研究所は解散した。

## 出版
- 『作戦日誌で綴る支那事変』芙蓉書房、1978年6月
  - （改題）『支那事変作戦日誌』芙蓉書房出版、1998年12月
- 『作戦日誌で綴る大東亜戦争』	井本熊男 著	芙蓉書房、1979年12月
  - （改題）『大東亜戦争作戦日誌』芙蓉書房出版、1998年8月
- 『所謂服部グループの回想』、2004年「軍事史学」第39巻第4号、軍事史学会編